# IML Walking Association
IML Walking Association, indtil 2005 International Marching League (IML), grundlagt 1987, er en ikke-politisk, almennyttig international organisation hvis formål er at promovere vandring og marcher på tværs af landegrænser.
Promoveringen foretages ved ikke-konkurrence arrangementer af flere dages varighed i hvert af medlemslandene.

## Medlemslande og marcher (2007)
- Australien, Canberra, Canberra Two-days walk
- Belgien, Blankenberge, New Balance Two days marches of Flanders
- Canada, Victoria, International Blossom walks
- Danmark, Viborg, Hærvejsmarchen
- England, Wellingborough, International Waendel walk
- Finland, Vaasa, Vaasan Marssi
- Frankrig, Chantonnay, Les 4 jours de Chantonnay
- Holland, Nijmegen, Int. Vierdaagse afstandsmarsen
- Israel, Gilboa, Two days march of Gilboa
- Italien, Arenzano, Two-days march Mare e Monti
- Kina, Dalian, International Walking festival
- Korea, Won-Ju, International Two-Days walk Won-Ju
- Luxembourg, Diekirch, Marche de l’Armée
- Irland, Castlebar, Portwest International Four-days walks
- Japan, Higashimatsuyama, International Three-days March
- New Zealand, Rotorua, International Two-days walks
- Norge, Verdalsøra, Sagamarsjen
- Taiwan, Taipei, Two days Happiness March
- Tjekkiet, Brno, Kudrna Two-days march
- Tyskland, Fulda, Zwei-Tage Wanderung
- USA, Arlington, ROA-US Freedom Walk Festival
- USA, Vancouver, Discovery walks
- Østrig, Seefeld, Internationaler Dreitage Wanderung

## Ekstern henvisning
- Officiel hjemmeside (engelsk)